# Уманці (рід)
Уманці — козацько-старшинський рід правобережного походження, відомий з часів Хмельниччини. Найбільш відомими стали представники глухівсько-ніжинської гілки роду.

## Представники

### XVII—XVIII століття
Засновник
- Пилип Іванович Уманець («Пилипча») був сотником глухівським (1653 — 1668, з деякими перервами) і полковником ніжинським (1669 — 1684)[1][2].
- Брат Василь (Васюк)[3].

Діти та онуки
- Син: Дем'ян Уманець (? — 1687), протопіп соборної Троїцької церкви у Глухові (є відомості за 1680 р.), володів селом Студенком та слободою Сліпород[2].

- Онуки:
  - Петро (?-1726) — бунчуковий товариш. Батько шести доньок[2].
  - Семен — Глухівський міський отаман та Глухівський сотенний отаман (є відомості за 1718 р.). Володів частиною Годунівки[2].

- Правнуки:
  -     - Степан Семенович (? — 1737) — сотник глухівський (1726 — 1767) та янпольський (1772 — 1781).
    - Василь Семенович — в 1736 — 1738 роках був ніжинським полковим хорунжим.
    - Федір Семенович — ніде не служив[3], товариш сотні Глухівської (1726), військовий товариш (1736—1742 рр.), мав «двір у слободі Веригінській Глухівської сотні»[2].

- Праправнуки:
  -     -       - Син Федора Семеновича: Семен Федорович Уманець — із 1755 по 1760 рік обіймав посаду писаря сотенного Глухівського, і з грудня 1760 по 1767 рр. — сотника Глухівського; 1785 р. Він у чині надвірного радника став економії директором Новгород-Сіверського намісництва, змінивши на цій посаді полковника Осипа Степановича Судієнка; економії дирекцію Семен Федорович очолював до 1793 року. Того ж року йому був наданий чин колезького радника, що відповідало військовому чину полковника[2].

Уманці у XVII—XVIII ст. обіймали високі посади в козацькій старшині, і не лише у Глухівській сотні. Окрім Студенка та Сліпорода, вони також мали на Глухівщині володіння у Вікторові, Землянці, Годунівці, Березі, Собичевому, Дубовичах, Уланові, Локні, Глухові та на деяких хуторах. Зокрема, у 1779—1781 рр., «у передмісті Глухівського батальйону» на Білополівці у «писаря полкового» Уманця був партикулярний [приватний] будинок, а «на форштаті [форштадті — у передмісті, посаді] Веригіні» розташовувався партикулярний будинок колезького асесора. Там же знаходився і будинок «писаря земського» Уманця на три покої. Колезький асесор Уманець мав також хату в Сліпороді, а в Студенку у полкового осаула Олексія Федоровича Уманця були греблі «на одну млинову комору на два кола» і два партикулярні будинки — один старий на чотири покої та інший новий на шість покоїв, «писареві земському» Петру Васильовичу Уманцю належав партикулярний будинок на три покої, «сотнику янпольському» Василю Васильовичу Уманцю — будинок на чотири покої, у нього ж була пасіка «за півтретини версти» від села на правому березі Клевені в урочищі Старому. У Студенці мав володіння і Семен Федорович Уманець.
Уманці поріднилися з багатьма представниками козацької старшини: так, дружиною янпольського сотника Василя Уманця була дочка знатного військового товариша Забузького, донька бунчукового товариша Жураховського вийшла заміж за Петра Васильовича Уманця, доньку військового товариша Семена Нарбута була дружиною бунчукового товариша Пилипа Васильовича Уманця. Також Семен Федорович Уманець узяв за дружину дочку «сотника Ірклеєвського» [Ірклієвського] Марію Федорівну Ільїнову (бабусю полковника Федора Уманця).

### XIX століття
Діти Семена Федоровича (всього 7 синів та 7 доньок)
- Микола Семенович Уманець (1761 — ?).
- Андрій Семенович Уманець (1762—1828).

Онуки
- Федір Миколайович Уманець[5].

З цього роду походив Олександер Олексійович Уманець — лікар і письменник, дослідник чуми в Єгипті у 1842 — 1843 роках, автор книг про подорож на Близький Схід (1850) і нарисів з історії Причорноморщини (1887).
Уманці були великими землевласниками й земськими діячами на Чернігівщині в 19 столітті, зокрема Федір Михайлович Уманець.